# Kevin Rooney
Kevin J. Rooney, född 21 maj 1993, är en amerikansk professionell ishockeyforward som spelar för Calgary Flames i NHL.
Han har tidigare spelat på NHL-nivå för New York Rangers och New Jersey Devils och på lägre nivåer för Binghamton Devils och Albany Devils i AHL samt Providence Friars (Providence College) i NCAA.
Rooney blev aldrig draftad av någon NHL-organisation.

## Statistik
| 2010–2011   | Berkshire School  |             | 25  | 12 | 14 | 26 | —  | — | — | — | — | — |
| 2011–2012   | Berkshire School  |             | 30  | 14 | 12 | 26 | —  | — | — | — | — | — |
| 2012–2013   | Providence Friars | NCAA        | 29  | 1  | 3  | 4  | 18 | — | — | — | — | — |
| 2013–2014   | Providence Friars | NCAA        | 36  | 3  | 4  | 7  | 20 | — | — | — | — | — |
| 2014–2015   | Providence Friars | NCAA        | 41  | 7  | 8  | 15 | 12 | — | — | — | — | — |
| 2015–2016   | Providence Friars | NCAA        | 39  | 6  | 4  | 10 | 20 | — | — | — | — | — |
|             | Albany Devils     | AHL         | 7   | 0  | 3  | 3  | 0  | — | — | — | — | — |
| 2016–2017   | New Jersey Devils | NHL         | 1   | 0  | 0  | 0  | 0  | — | — | — | — | — |
|             | Albany Devils     | AHL         | 57  | 10 | 7  | 17 | 39 | — | — | — | — | — |
| NHL totalt  | NHL totalt        | NHL totalt  | 1   | 0  | 0  | 0  | 0  | — | — | — | — | — |
| AHL totalt  | AHL totalt        | AHL totalt  | 64  | 10 | 10 | 20 | 39 | — | — | — | — | — |
| NCAA totalt | NCAA totalt       | NCAA totalt | 144 | 17 | 19 | 36 | 70 | — | — | — | — | — |